# Prem Tinsulanonda
Prem Tinsulanonda (født 26. august 1920; thai: เปรม ติณสูลานนท์, død 26. maj 2019) – ofte kun benævnt som General Prem – var en thailandsk politiker og pensioneret officer, der var premierminister i Thailand fra 1980-1988 og derefter udpeget som statsrådsformand for Nationalforsamlingen fra 4. september 1998 til 13. oktober 2016 og igen fra 29. november, 2016. General Prem Tinsulanonda var tillige kongens rådgiver, både for afdøde kong Bhumibol Adulyadej (Rama IX) og kong Maha Vajiralongkorn Bodindradebayavarangkun.
General Prem Tinsulanonda blev efter kong Bhumibol Adulyadejs død den 13. oktober 2016 fungerende regent – Regent pro tempore – af Thailand i sin egenskab af statrådsformand, da kronprins Maha Vajiralongkorn valgte at vente med at bestige tronen, indtil han fandt tidspunktet rigtigt. Den 29. november, 2016, blev Virajalongkorn officielt proklameret som kong Rama X af Thailand, og general Prem Tinsulanonda blev atter formand for statsrådet og kongens rådgiver.
Statsrådformand Prem Tinsulanonda, døde af hjertesvigt 98 år gammel på et hospital i Bangkok den 26. maj, 2019, godt tre uger efter at han præsiderede bryllupsceremonien for Kong Vajiralongkorn og den nyligt salvede Dronning Suthida, den 1. maj.

## Liv
Prem Tinsulanonda blev født i den sydlige Songkhla-provins den 26. august 1920, 12 år før Thailands enevælde ophørte i 1932. Hans far var bureaukrat og kunne sørge for, at sønnen fik en god skolegang og uddannelse, begyndende på Maha Vajiravudh Songkhla School og derefter Suankularb Wittayalai School i Bangkok. Prem Tinsulanonda fik dermed mulighed for at stige op ad den sociale rangliste. Egentlig ville han gerne være læge, men de udgifterne til den Uddannelse var for store, fik han i stedet fik han en militæruddannelse.

### Militærkarriere
Prem Tinsulanonda blev uddannet på Chulachomklao Royal Military Academy i Nakhon Nayok, hvorfra han dimitterede i 1941. Han kom i frontlinjen under Franco-Thai krigen (1940-1941) i Cambodia – en krig mellem Thailand og Vichy Frankrig om visse områder af Fransk Indokina – og under WWII i Burma. Han blev senere en nøglefigur i kampen mod kommunister i Thailands nordlige provinser, og blev belønnet med udnævnelse som hærens øverste leder i 1978, hvilket banede vejen for for en politisk karriere. Den ambitiøse kommandør Prem Tinsulanonda beholdt kun positen i to år, før han tog magten i det, der bredt betragtedes som et stille statskup.

### Politisk karriere
Da admiral Sangad Chaloryu bragte en demokratisk valgt regering til fald ved et militærkup, efter en massakre mod studerendes ugelange demonstration på Thammasat Universitet og Sanam Luang-pladsen ved Grand Palace den 6. oktober 1976, sagde Prem Tinsulanonda, at han uafvigende var på linje med kuppet. Han var hærens næstkommanderende på det tidspunkt og overvågede de strategiske områder, hvor kommunistiske oprøre var aktive. Han blev udnævnt til stedfortrædende indenrigsminister i regeringen under General Kriangsak Chomanan, og fungerede senere som både forsvarsminister og hærchef.
I marts 1980 efterfulgte han Kriangsak Chomanan som premierminister, en post han beholdt i otte år. Han blev aldrig valgt, men indstillet af folkevalgte politikere, hvorfor hans regeringsperiode blev omtalt som "kvasi-demokrati" (næsten demokrati). Hans embede overlevede to kupforsøg og flere forsøg på mistillidsvotum. Hans regeringsperiode bragte sjælden politisk og økonomisk stabilitet til Thailand, takket være støtte fra militærofficerer, men vigtigst på grund af den tillid, han opbyggede mellem Kong Bhumibol Adulyadej og sig selv. Han blev krediteret af nogle, for at give plads til demokrati, da han afsluttede sit embede i 1988 og lod det overtage af en folkevalgt premierminister, Chatichai Choonhavan, der dog kun holdt til 1991, hvor han blev afsat ved et nyt militærkup.

### Statsmand
Prem Tinsulanonda blev kort efter sin afgang som premierminister udnævnt som medlem af det indflydelsesrige statsråd, inderkredsen af rådgivere for kongen, ved det, som nogle betegner, som et thai-stil politisk kompromis i 1988. Han blev rådets formand et årti senere, hvor han cementerede sine tætte bånd til kongehuset, og sammen med militæret, sikrede det, at han forblev en indflydelsesrig figur i thailandsk indtil sin død. Blandt pro-demokratiske politikere blev han betragtet som et "afskrækkelsesbillede".
Kritik af Prem Tinsulanondas indflydelse opstod især efter militærkuppet i 2006, hvor folkevalgte premierminister, Thaksin Shinawatra, blev afsat, og Shinawatra-støtter anklagede General Prem for at være hjernen bag kuppet. Han benægtede påstandene, men i månederne forud, havde han ofte talt om korruption og grådighed i Shinawatra-regeringen, og opfordrede i offentlige taler til hær og marinekadetter, at deres loyalitet var til konge og land, ikke til regeringen. Hans knapt tilslørede kupstøtte bidrog til et fald i den næsten universelle respekt for Thailands monarki, da Shinawatra-tilhængere, at mente kongehuset valgte side i politik, hvilket det konstitutionelle monarki altid havde benægtet.
2006-kuppet var angiveligt Prem Tinsulanondas sidste store politiske indgreb, ifølge professor emeritus ved University of North Carolina og veteran thailandsk studielærer, Kevin Hewison. Tinsulanonda forventede opbakning for hans åbenhed, for at slippe af med Shinawatra, i stedet tændte hans indgriben en politisk polarisering, der fortsatte med at genere Thailands elite. Kuppet afværgede dog en til tider voldelig kamp for magt mellem Shinawatras politiske modstandere (de såkaldte gultrøjer) og allierede (de såkaldte rødtrøjer), som på trods af demokratisk valgt i 2011, atter blev tvunget fra regeringsmagten ved endnu et militærkup i 2014. Ved et efterfølgende parlamentsvalg i 2019, fik militæret mulighed for at holde folkevalgte politikere i tæt snor. Tinsulanonda beholdt sin rolle som magtmægler bag scenen efter 2006-kuppet, især da kong Bhumibols helbred svigtede de sidste 10 år før kongens død i 2016.

### Regent pro tempore 2016
Regent pro tempore betyder ifølge Thailands vicepremierminister, Wissanu Krea-ngam, at regenten handler på vegne af kongen, mens arvingen til tronen varetager funktioner i forbindelse med de kongelige ceremonier. Den ny regents embede begyndte den 13. oktober, den dag kong Bhumibol døde. Det er ikke nødvendigt at meddele, at statsrådspræsident, general Prem Tinsulanonda, er regent pro tempore, da forfatningen gør det klart, at formanden for statsrådet bliver regent pro tempore, indtil forkyndelse af navnet på en kongelig arving. Kongen udnævnte sin søn, kronprins Maha Vajiralongkorn, som arving til tronen i 1972 i overensstemmelse med tronfølgerloven, men den nationale lovgivende forsamling kunne ikke under mødet om aftenen efter meddelelsen om kongens død anerkende en arvtager, da kronprinsen foretrak at slutte sig til befolkningen i sorg over sin fars død, før han ville tage en endelig beslutning om arvefølge. I det øjeblik general Prem Tinsulanonda blev regent pro tempore, skal statsrådet, der er et rådgivende organ for regenten, vælge en ny præsident til at erstatte ham, da han ikke må varetage begge opgaver på samme tid.

### Privat
Prem Tinsulanonda forblev ugift, han erklærede engang selv, at han var "gift" med hæren.

## Sidste officielle opgaver og død
Prem Tinsulanonda forblev formand for statsrådet indtil sin død. Hans sidste officielle opgaver var, trods svigtende helbred og høj alder, at præsidere bryllupsceremonien for Kong Vajiralongkorn og den nyligt salvede Dronning Suthida den 1. maj 2019, samt overrække helligt vand til kongen, ved salvelsesritualet i forbindelse med kroningsceremonien den 4. maj i Grand Palace.
Prem Tinsulanonda døde af hjertestop den 26. maj, 2019, klokken 8 om morgenen på Phramongkutklao Hospital i Bangkok, efter lægerne havde forsøgt at genoplive ham i tre timer. Han blev 98 år.

## Eftermæle
Prem Tinsulanonda havde besluttet, at den formue på omkring 100 millioner baht (cirka 20 millioner DKK), han havde opsparet gennem sin karriere fra hærchef til statsrådsformand, skulle doneres til fattige, gennem fonde, der tilgodeser fattige mennesker.
Den thailandske avis The Nation skrev i sin leder, at general Prem Tinsulanonda vil blive husket for mange ting, men at fremme det thailandske demokrati, vil ikke være blandt dem. Hans eftermæle vil være inspiration til militære topofficerer om, at bevare deres stærke indflydelse i politik, til formindskelse af demokrati i Thailand.
Avisen Khaosod skrev i sin leder, at gereral Prem Tinsulanonda efterlader en splittet nation, der ikke kan enes om et eftermæle. Mange roser general Prem som statsmanden, der afsluttede den kommunistiske opstand med politisk succes, snarere end militær indgriben, hvorved de kommunistiske oprørere kunne vende tilbage til civilt liv. Uden Prem ville Thailand ikke have adskilt sig fra Cambodja, Laos og Vietnam, som det tog lang tid og mange vanskeligheder, at komme sig efter Den kolde krig. Tilhængere af Thaksin Shinawatra mener, at Prem var ingeniøren bag 2006-kuppet, der afsatte (den demokratisk valgte premierminister) Thaksin Shinawatra, selv om det aldrig blev dokumenteret officielt. Hvor mange thailændere er glade for at huske Prem på den eller anden måde, viser uenigheden skarpe forskelle i deres opfattelse af historie, to sæt minder, der ikke passer godt sammen. Mange synes kun, at kunne forstå det ene, eller det andet, positive eller negative evalueringer, som om et menneske kun kan være godt eller dårligt, og aldrig en smule af begge dele. Måske en mere nuanceret og afbalanceret vurdering af Prem, vil blive skrevet i de kommende årtier.